# Ansinyà
Ansinyà o Ancinyà (l'endònim occità és Ansinhan i el topònim oficial en francès és Ansignan) és un municipi de la comarca de la Fenolleda, al departament dels Pirineus Orientals.

## Elpoble
El poble d'Ansinyà és a la riba dreta de l'Aglí, a 235 d'altitud, a l'interfluvi entre aquest riu i l'Adasig, amb el qual conflueix un xic més avall. Reuneix tota la població del terme: 188 h el 2014. L'església parroquial, dedicada a Sant Nazari i Sant Cels, és un edifici del segle xvii. Més avall del poble, sobre la riba de l'Aglí, hi ha vestigis d'un pont medieval i l'església preromànica de Sant Nazari. Del terme també es destaquen les restes del castell de Las Albas, dels segles xi i xii, així com la seva església romànica, del segle xiii i de planta rectangular.

## El terme
El terme municipal d'Ansinyà, té una extensió de 7,84 km². És situat a la vall de l'Aglí, aigua avall de Sant Pau de Fenollet. La carretera que mena a Ansinyà surt, efectivament, d'aquesta població. El municipi és accidentat al NE per la serra de Vergèrs, de 584 m (una illa de calcaris marmoritzats sobre els gneis i granits que formen el lloms arrodonits de la resta del terme), per on passa el termenal amb el municipi veí de Centernac. A llevant també, bé que més a migdia, el turó de Pomarola (383 m) és trifini d'Ansinyà, Centernac i Caramany. Per aquest sector, la divisòria travessa l'Aglí i per la partida de Taupèls i, més endavant, per l'Adasig confronta amb Trillà a migdia. A ponent, el límit amb Felluns segueix un traçat irregular que deixa dins el terme d'Ansinyà la partida de La Roïra. Altres partides del terme són la de Lo Camp de l'Argent, la de Ventolà, Gornèr i Lo Bac de l'Oliver, aquesta limita amb Centernac. Hom pot assenyalar, encara, Lo Clòt del turí, a la dreta de l'Aglí, i la coma de La Pigassa, que davalla la serra de Vergèrs. L'Aglí entra al terme pel NE, amb un traçat irregular, amb alguns petits meandres i congosts, i en surt per SE, encaixat entre vessants muntanyencs, els més suaus plantats de vinya; la direcció general de l'Aglí és originada per una sèrie de falles. De les pagesies, podem esmentar especialment Lo Mas, a l'esquerra del riu.

## L'agricultura
La major part de les terres de conreadís (149 ha de 152) són ocupades per vinyes (essencialment sota denominació d'origen controlada) conreu que s'enfila pels costers de les muntanyes i ocupa també la majoria dels camps i altiplans conreables. L'aigua de l'Aglí és derivada per l'esquerra per tal de regar els horts del fons de la vall, actualment per a regar les vinyes de les terrasses de vora el riu. hi ha una petita cooperativa de menys de 10.000 hl de capacitat. També hi ha uns petits ramats d'ovelles i cabres. Aigua amunt del poble el pont d'Ansinyà, un antic aqüeducte en forma de pont, d'origen romà i modificat al segle xiii, passa l'aigua per damunt de l'Aglí per regar la riba dreta. El pantà o llac de Caramany (1994), va negar la vall d'Aglí fins més amunt d'aquest pont. En aquestes hortes de vora el riu es fan arbres fruiters. Hi ha pedreres de feldespat, al límit amb els termes de Sant Martí i Centernac. Prop del poble hi ha una fàbrica d'electricitat que aprofita l'energia hidràulica d'un salt d'aigua del riu.

## Cantó número 15
Actualment, juntament amb les viles catalanes d'Estagell, Ribesaltes i Salses i les occitanes de Sant Pau de Fenollet i Sornià i la Tor de França, a més dels pobles catalans d'Arboçols i Tarerac, de la comarca del Conflent, i les Cases de Pena, Espirà de l'Aglí, Montner, Òpol i Perellós, Talteüll i Vingrau, de la del Rosselló, i dels occitans de Bellestar, Campossí, Caramany, Cassanyes, Caudiers de Fenollet, Centernac. l'Esquerda, Felluns, Fenollet, Fossa, Lançac, Maurí, Pesillà de Conflent, Planeses, Prats de Sornià, Prunyanes, Rasigueres, Rebollet, Sant Martí de Fenollet, Trevillac, Trillà, Virà i el Viver forma part del cantó número 15, de la Vall de l'Aglí (nou agrupament de municipis fruit de la reestructuració cantonal feta amb motiu de les eleccions cantonals i departamentals del 2015), amb capitalitat a Ribesaltes.

## Geografia

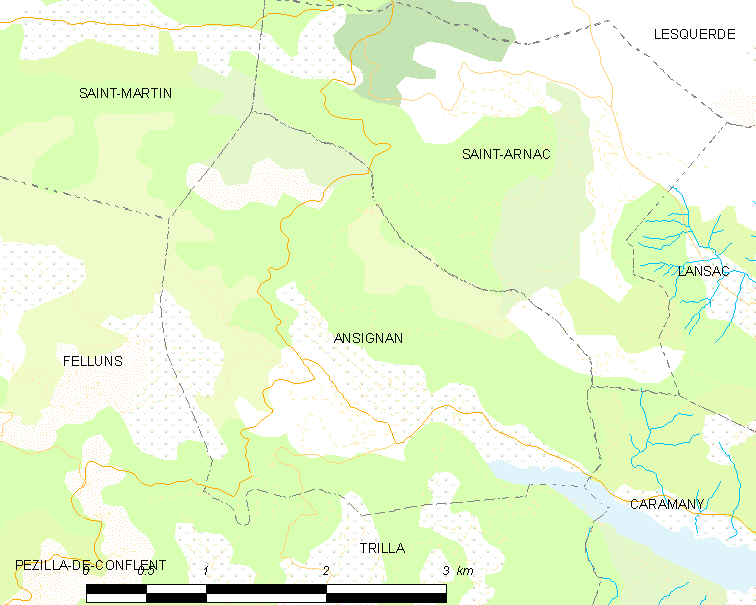
Mapa de la comuna d'Ansinyà

## Administració i política

### Alcaldes
| Alcalde               | Període     |
| --------------------- | ----------- |
| Joseph Grand          | 1792-1795   |
| Pierre Grand          | 1795-1799   |
| Marc Babulet          | 1799-1801   |
| Joseph Grand          | 1801-1813   |
| Joseph Grand (fill)   | 1813-1815   |
| Jean Raspaud          | 1815-1816   |
| Pierre Barbaza        | 1816-1835   |
| Jacques Gandou        | 1835-1841   |
| Jean-Baptiste Fage    | 1841-1846   |
| Joseph Pratx          | 1846-1850   |
| Saturnin Carol        | 1850-1850   |
| Joseph Merou          | 1850-1850   |
| Pierre Estève         | 1850-1851   |
| Joseph Barbaza        | 1851-1852   |
| Pierre Estève         | 1852-1856   |
| François Bascou       | 1856-1865   |
| Pierre Vaysse         | 1865-1876   |
| Joseph Barbaza        | 1876-1884   |
| André Gelly           | 1884-1888   |
| Jean-François Dauliac | 1888-1895   |
| Pierre Pech           | 1895-1908   |
| Célestin Calvet       | 1908-1912   |
| Joseph Jeantet        | 1912-1929   |
| Jacques-Louis Pech    | 1929-1935   |
| Etienne Bascou        | 1935 - 1977 |
| Guy Barbaza           | 1977 - 1999 |
| Guy Audouy            | 1999 - 2001 |
| Mauricette Pelissier  | 2001 - 2014 |
| Jean-Pierre Pilart    | 2014-       |

## Demografia
El 1836 a Ansinyà hi havia306 h. 287 el 1861, 274 el 1896, 246 el 1926, 229 el 1954. Es pot observar, així, que a partir de la població més alta a la segona meitat del segle xviii, aquesta ha anat davallant progressivament i lenta fins al 2014 amb 188. El 40% de les cases són residències secundàries.

Població 1962-2008

## Història

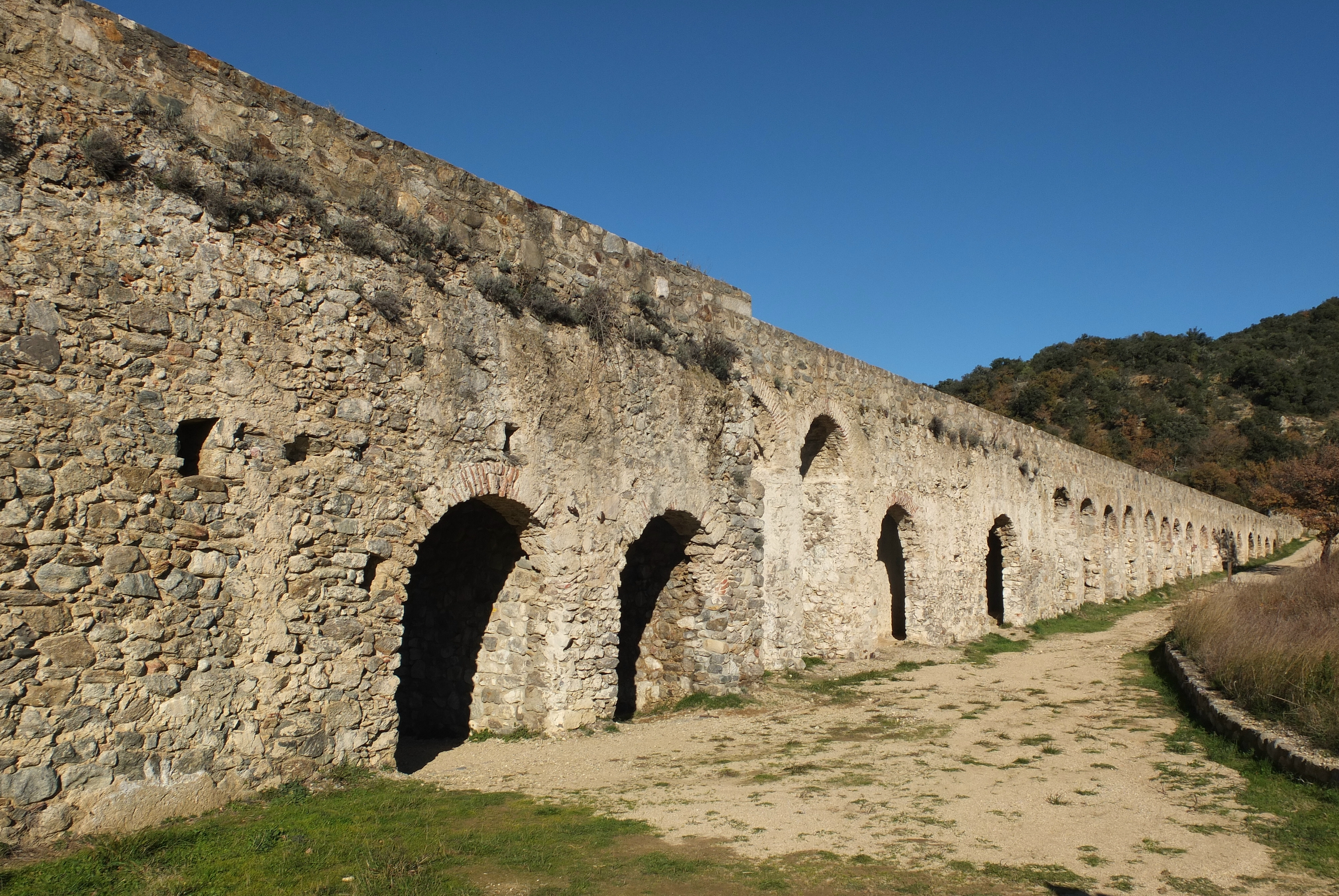
L'aqüeducte

Del passat antic d'Ansinyà se'n sap ben poca cosa. S'hi trobà una moneda romana de bronze del temps de l'emperador Neró i un diner d'argent més antic, de l'any 46 aC. de què hom dedueix que probablement hi devia haver una vil·la romana. En època medieval el lloc és documentat a partir de la fi del segle xiv (Anciyas; Ansihan del XVII en endavant) Va ser seu d'una senyoria que a la fi de l'Antic Règim era detinguda per una branca de la família Mauleon.

## Llocs d'interès
- L'aqüeducte d'Ansinyà
- El dolmen de la Roira

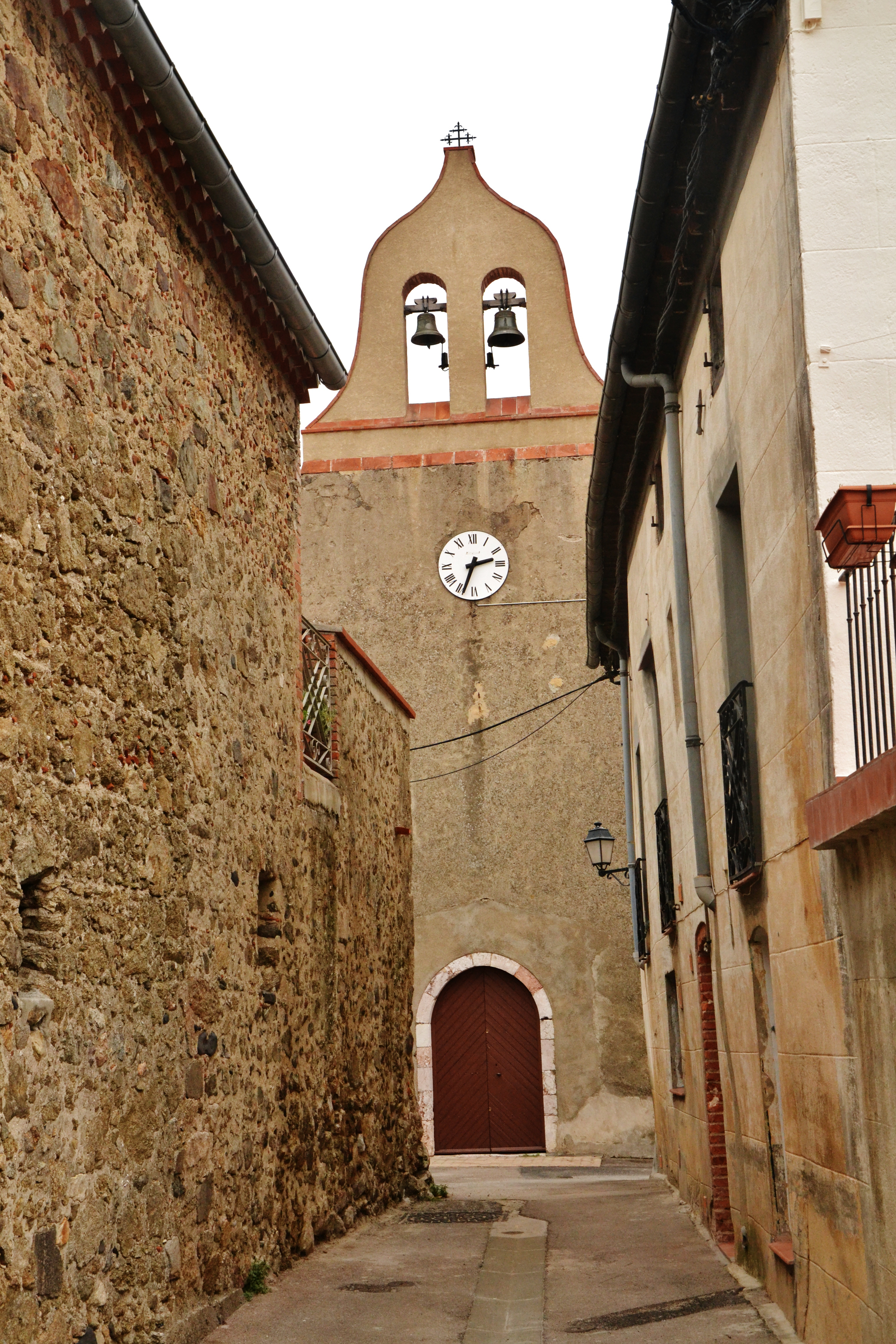
L'església parroquial

- Ruïnes de l'església preromànica Sant Nazari i Sant Cels
- Ruïnes de l'antic pont medieval
- Ruïnes del castell dels Albars i de la seva església
- L'església parroquial Sant Nazari (segle xvii)